# Skuggspel

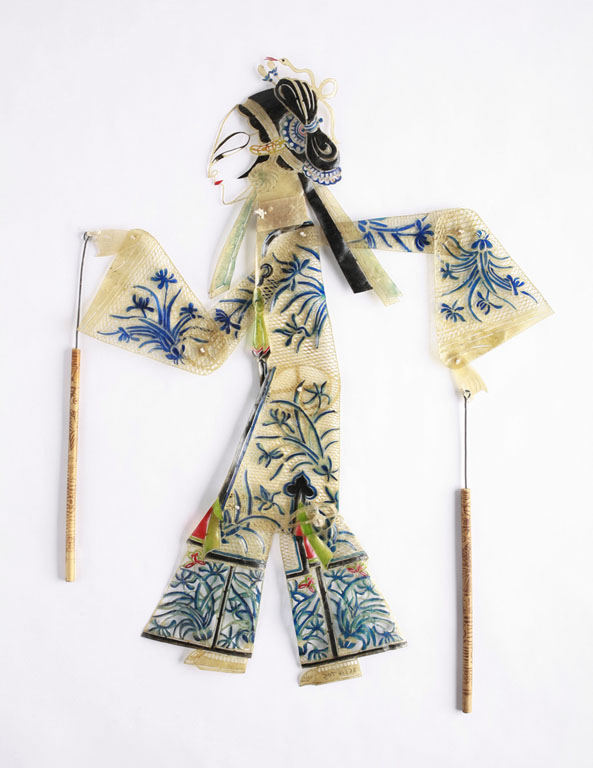
En Hai Lu skugga marionett från Han folken i Kina. 20-talet. I samlingen av Barnens Museum of Indianapolis.

Skuggspel är en form av lek där figurer (till exempel kaniner) formas med händerna framför en ljuskälla. Skuggorna på väggen bildar sedan själva figuren. 
Det finns också en annan typ av skuggspel - nämligen den typen där man i stället för fingrarna använder silhuett av papper eller trä där det finns rörliga delar som manövreras som en slags enkla marionettdockor. Skuggspel i denna form lever fortfarande kvar som en konst i Thailand och kan ses i Nakhon Si Thammarat. Till skillnad från de europeiska 1700-talsdockorna görs de i Thailand av bankat buffelskin.
Skuggspel kan också avse en teaterform där mänskliga skådespelare ersätts av dockfigurer vilkas skuggor framträder och bringas att röra sig mot en vit, belyst duk. Skuggspel uppstod i Indien ca 200 f.Kr. och spreds med hinduismen till Sydöstasien. Det var ursprungligen nära förbundet med förfädersdyrkan, religiösa riter, magi och exorcism. Skuggspelsfigurer skärs ut ur tunn djurhud, målas och perforeras i intrikata mönster. Lemmarna är ledade och sätts i rörelse av stickor, som manipuleras av den bakom duken dolde spelaren. I Kambodja och Thailand lyfts av dansande män hela scener monterade på käppar mot duken. På Java och Bali är dalang, ursprungligen en präst, både berättare, musiker och dockspelare. Kinas skuggspel är yngre, tidigast nämnt på 1000-talet, och företer likheter med Kinas många operatyper. På 1700-talet infördes ombres chinoises i Europa, men nu influerade av arabvärldens folkligt groteska skuggspel om Karagöz, i Grekland Karaghioz. Skuggspel utan dockor, då endast händerna används för att åstadkomma skuggor, förekommer inom cirkus och varieté.